# Eleição municipal de Botucatu em 2012
A eleição municipal de Botucatu em 2012 foi o 16.º pleito eleitoral realizado na história do município. Ocorreu oficialmente em 7 de outubro e foi disputada em turno único, dado que Botucatu por não ter 200 000 eleitores registrados e aptos ao voto, não atende ao critério eleitoral definido pelo inciso II do artigo n.º 29 da Constituição Federal para a realização de um 2.º turno caso nenhum dos candidatos a prefeito alcance maioria absoluta dos votos. Neste caso, o(a) vencedor(a) é escolhido por maioria simples.
Segundo dados do Tribunal Superior Eleitoral, 91 397 eleitores compunham o eleitorado botucatuense apto a eleger 1 prefeito, 1 vice–prefeito e 11 vereadores para a Câmara Municipal em 2012. 

## Candidaturas oficiais
| Candidato(a) | Vice             | Partido | Número | Coligação                                                                          |
| ------------ | ---------------- | ------- | ------ | ---------------------------------------------------------------------------------- |
| João Cury    | Professor Caldas | PSDB    | 45     | "Todos Juntos pelo Melhor" (PP/PDT/PTB/PSL/PTN/PSC/PR/PPS/DEM/PSB/PV/PSDB/PC do B) |
| Mario Ielo   | Ju Colenci       | PT      | 13     | "Botucatu para Todos" (PRB/PT/PMDB/PSDC/PTC/PPL/PSD)                               |
| Gustavo Bilo | Vanessa Ito      | PSOL    | 50     | partido isolado                                                                    |

## Campanha eleitoral
João Cury realizou uma campanha baseada na continuidade dos projetos que já tinham sidos implantados em seu governo, além de novas iniciativas. Ele propõe a  terceirização da coleta seletiva na cidade e a entrega de 14 mil tablets para os alunos, com o intuito de inseri-los digitalmente. O prefeito quer investir na capacitação e oferecer cursos gratuitos à população, principalmente jovens e idosos.
Segundo o prefeito, o trânsito de veículos na cidade, considerada referência na área da saúde, aumentou muito. Em seu segundo mandato, João Cury pretende desafogar o fluxo de veículo e concluir novas etapas do projeto que ele já tinha iniciado: a ligação do Castelinho, que liga a Rodovia João Hipólito Martins até Rubião Júnior. Além disso, se for eleito, o prefeito quer inaugurar o trem turístico para incentivar ainda mais o comércio turístico.

### Debate eleitoral
No dia 02 de outubro de 2012, foi realizado pela TV Tem, afiliada da Rede Globo, um debate com os três candidatos à prefeitura de Botucatu. O encontro teve o intuito de apresentar as propostas de cada candidato para os seguintes temas: pavimentação, trânsito, coleta seletiva e educação.
O debate foi dividido em três blocos, do qual duas partes foram com perguntas formuladas pelos próprios candidatos, com temas livres e sorteados. O último bloco foi para as considerações finais. Com duração de 55 minutos, participaram do debate apenas os candidatos João Cury (PSDB) e Gustavo Bilo (PSOL). O candidato Mário Ielo, do PT, não chegou em tempo hábil, de acordo com as regras estipuladas.

## Resultados eleitorais

### Poder Executivo
No dia 7 de outubro, João Cury foi eleito com 57,67% dos votos válidos.
| Candidato(a)           | Vice                       | 1º Turno 7 de outubro de 2012 | 1º Turno 7 de outubro de 2012 |
| Candidato(a)           | Vice                       | Votação                       | Votação                       |
|                        |                            | Total                         | Porcentagem                   |
| ---------------------- | -------------------------- | ----------------------------- | ----------------------------- |
| João Cury (PSDB)       | Professor Caldas (PC do B) | 38.779                        | 57,67%                        |
| Ielo (PT)              | Ju Colenci (PMDB)          | 27.531                        | 40,94%                        |
| Gustavo Bilo (PSOL)    | Vanessa Ito (PSOL)         | 935                           | 1,39%                         |
| Total de votos válidos | Total de votos válidos     | 67.245                        | 90,51%                        |
| Votos em branco        | Votos em branco            | 2.555                         | 3,44%                         |
| Votos nulos            | Votos nulos                | 4.499                         | 6,06%                         |
| Total                  | Total                      | 74.299                        | 100%                          |
| Abstenções             | Abstenções                 | 59.583                        | 18,71%                        |
| Votos apurados         | Votos apurados             | 74.299                        | 100%                          |
| Total de eleitores     | Total de eleitores         | 91.397                        | 100%                          |

### Poder Legislativo
Dos 11 vereadores eleitos em 2012, a maioria são homens, contendo apenas uma mulher e metade são da coligação de João Cury. Dos 74.299 votos apurados, 65.069 foram válidos (90,51%), 2.555 brancos (3,44%) e 4.499 nulos (6,06%). Foram, ao todo, 59.583 abstenções (18,71%).
| \| Reinaldinho \| PR \| 2.750 \| 4,23% \| \| Josey Carvalho \| PR \| 2.039 \| 3,13% \| \| Lelo Pagani \| PT \| 1.989 \| 3,06% \| \| Izaias Colino \| PSDB \| 1.850 \| 2,84% \| \| Curumim \| PSDB \| 1.727 \| 2,65% \| \| Fernando Carmoni \| PSDB \| 1.549 \| 2,38% \| \| Carlos Trigo \| PT \| 1.368 \| 2,10% \| \| Rose Ielo \| PT \| 1.293 \| 1,99% \| \| Valmir Reis \| PPS \| 1.102 \| 1,69% \| \| Ednei Lázaro Carreira \| PSB \| 1.001 \| 1,54% \| \| João Elias \| PDT \| 873 \| 1,34% \| Eleito(a) |         |       |             |
| Resultado da eleição para a Câmara Municipal de Botucatu em 2012 por candidato eleito |         |       |             |
| Candidato | Partido | Votos | Porcentagem |
| Reinaldinho | PR      | 2.750 | 4,23%       |
| Josey Carvalho | PR      | 2.039 | 3,13%       |
| Lelo Pagani | PT      | 1.989 | 3,06%       |
| Izaias Colino | PSDB    | 1.850 | 2,84%       |
| Curumim | PSDB    | 1.727 | 2,65%       |
| Fernando Carmoni | PSDB    | 1.549 | 2,38%       |
| Carlos Trigo | PT      | 1.368 | 2,10%       |
| Rose Ielo | PT      | 1.293 | 1,99%       |
| Valmir Reis | PPS     | 1.102 | 1,69%       |
| Ednei Lázaro Carreira | PSB     | 1.001 | 1,54%       |
| João Elias | PDT     | 873   | 1,34%       |

## Repercussão pós-eleitoral
Ao ser reeleito, o prefeito João Cury, teve que propor novos projetos para Botucatu, além de dar continuidade aos projetos que já tinham sido iniciados no seu primeiro mandato. Segundo ele, sua maior preocupação no novo governo será finalizar os projetos e ainda melhorar a saúde e educação da cidade. Durante uma entrevista ao G1, portal de notícias da Rede Globo, o prefeito disse que na área da saúde, o seu projeto é "Uma rede interligada na área. Compramos o prédio do Hospital Sorocabano, [...] estamos no meio de um projeto e construindo dois novos hospitais, [...] Queremos ter mais três prontos-socorros, unidades de pronto-atendimento".
Ainda durante a entrevista, o prefeito falou das suas propostas para a educação, investindo principalmente em cursos profissionalizantes para os jovens e idosos, mas frisou que o seu foco será na primeira infância da criança “Na área da educação, o investimento tem que ser constante. A gente investe 28% do orçamento, mais do que a lei determina. Não podemos economizar e gastar mal. Construímos creches e abrimos mais de 2 mil vagas, inclusive com a creche do comércio, voltado às mães que trabalham no setor. Temos mais creches a serem construídas em áreas importantes e cinco delas já estão em obras”.
João Cury e o seu vice Antonio Luiz Caldas Junior (Professor Caldas), tomaram posse dos cargos nos dias 1o de janeiro de 2013 para o segundo mandato consecutivo.